# Skifferhuvad parakit
Skifferhuvad parakit (Aratinga weddellii) är en fågel i familjen västpapegojor inom ordningen papegojfåglar.

## Utbredning
Skifferhuvad parakit förekommer från sydöstra Colombia till norra Bolivia och intilliggande västra Amazonområdet i Brasilien.

## Status och hot
Arten har ett stort utbredningsområde, men tros minska i antal, dock inte tillräckligt kraftigt för att den ska betraktas som hotad. Internationella naturvårdsunionen IUCN listar arten som livskraftig (LC).

## Namn
Fågelns svenska och vetenskapliga artnamn hedrar Hugh Algernon Weddell (1819-1877), engelsk-fransk botaniker och upptäcktsresande i tropiska Amerika. Fram tills nyligen kallades den weddellparakit även på svenska, men justerades 2022 till ett enklare och mer informativt namn av BirdLife Sveriges taxonomikommitté.

## Bildgalleri

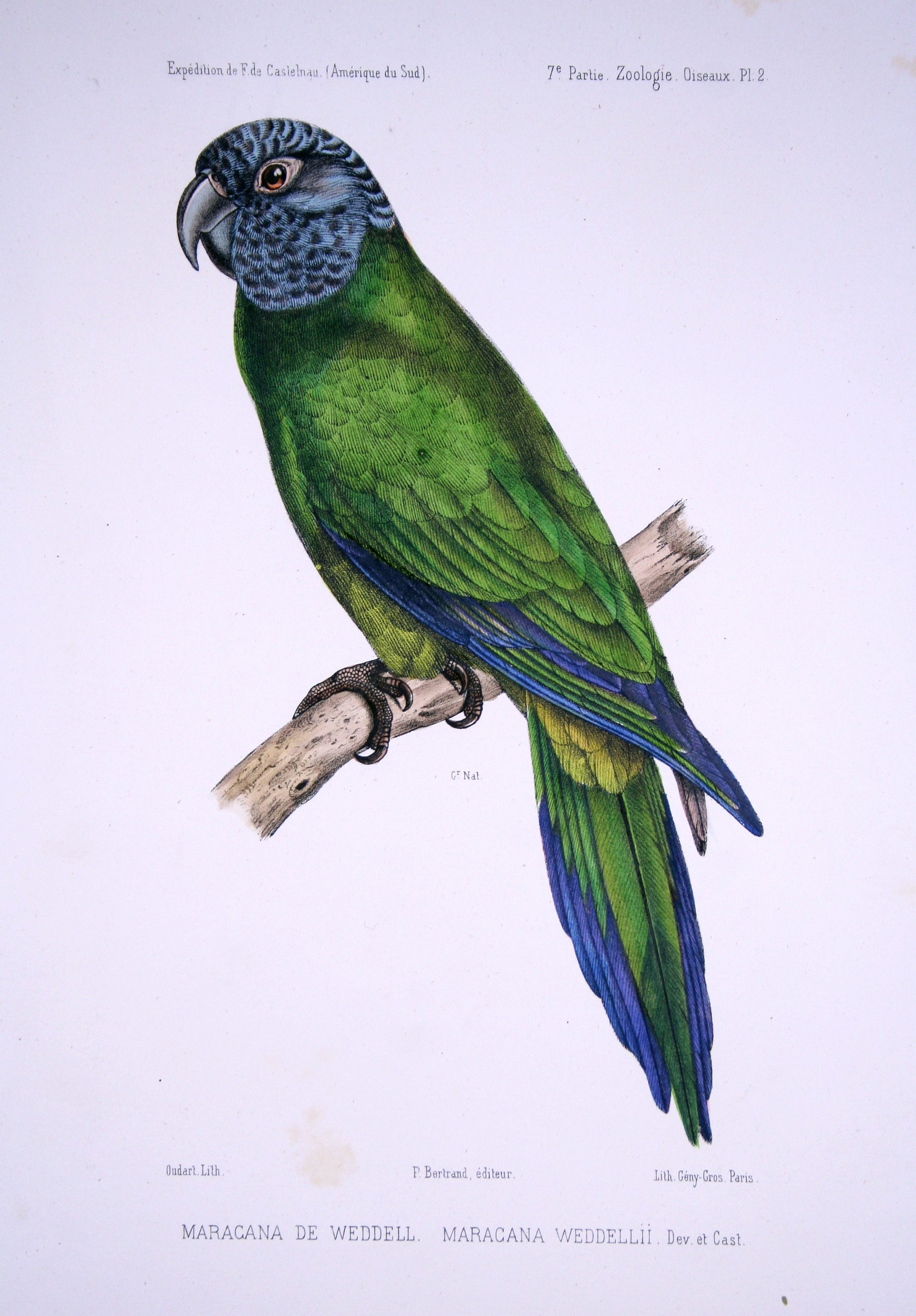
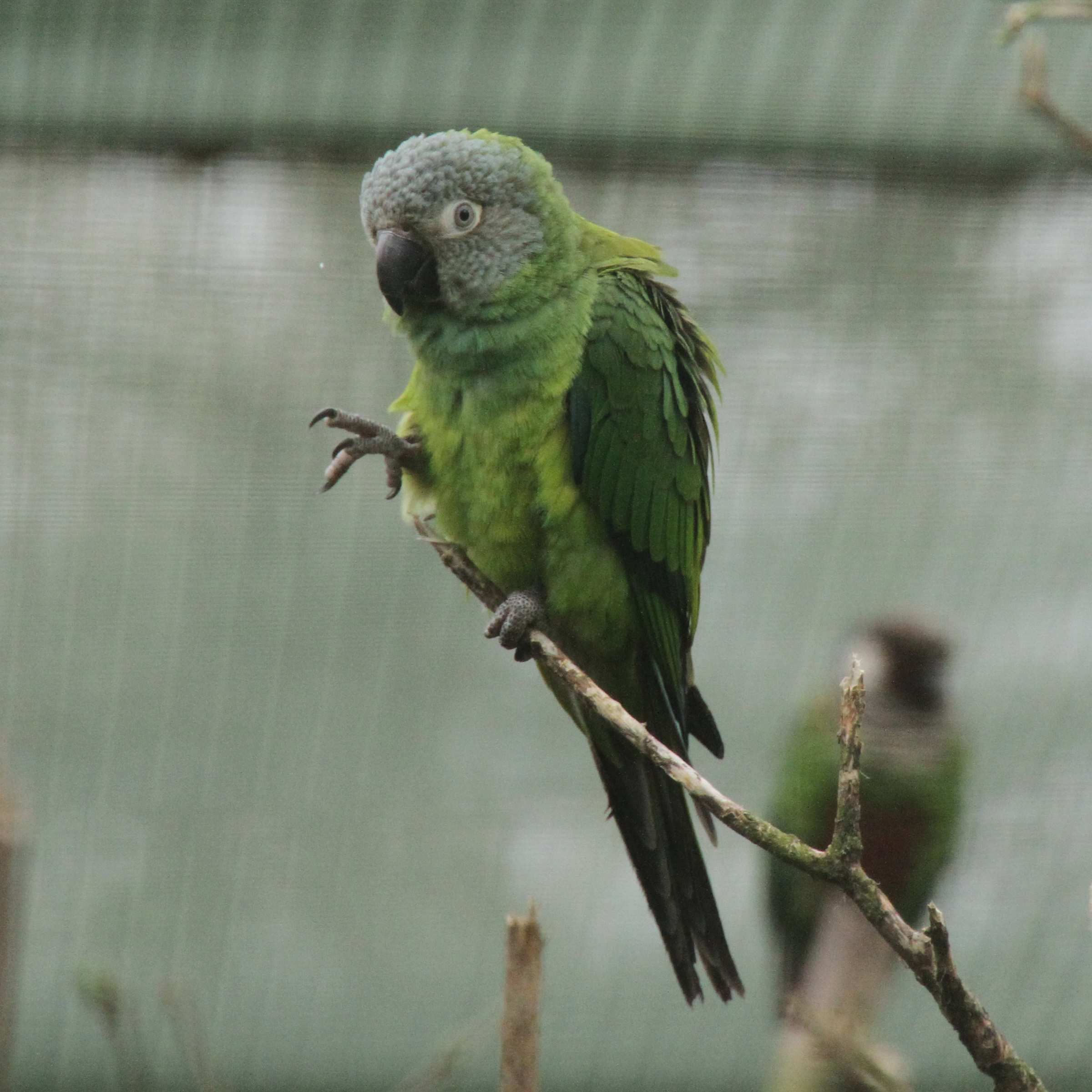
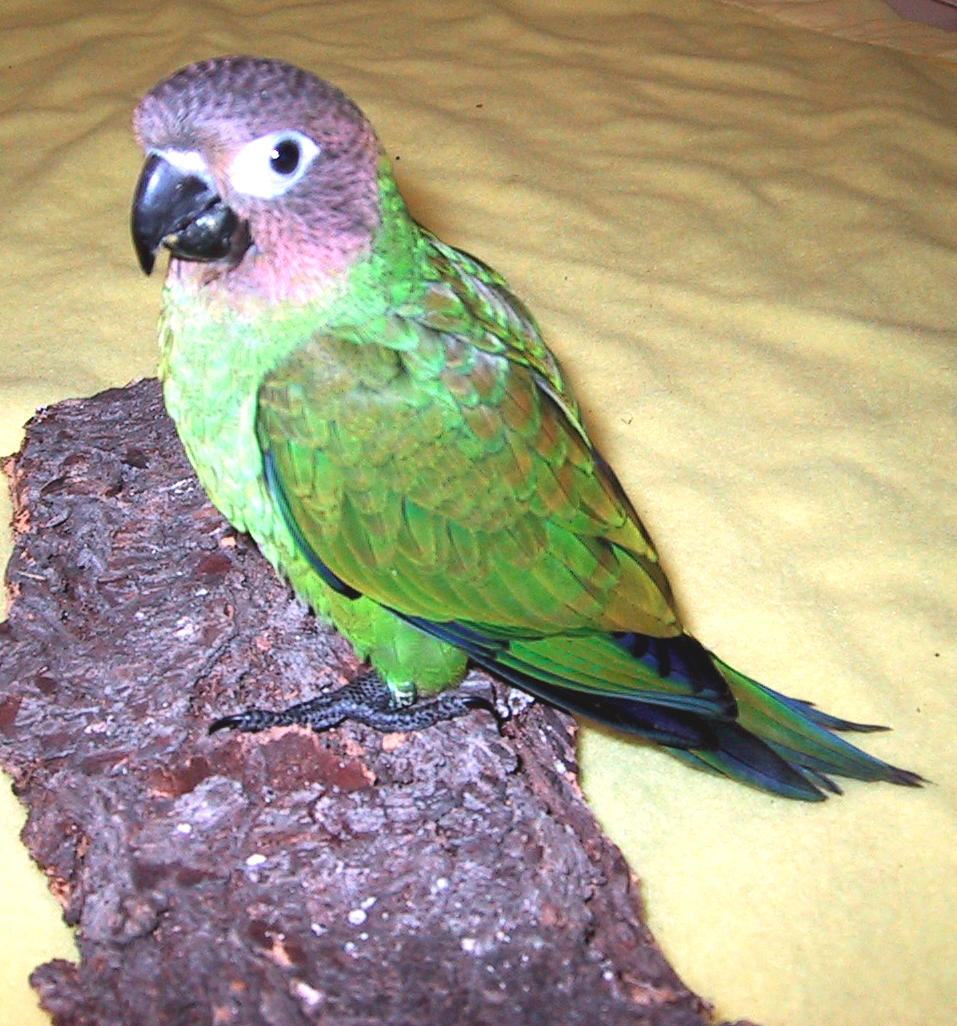
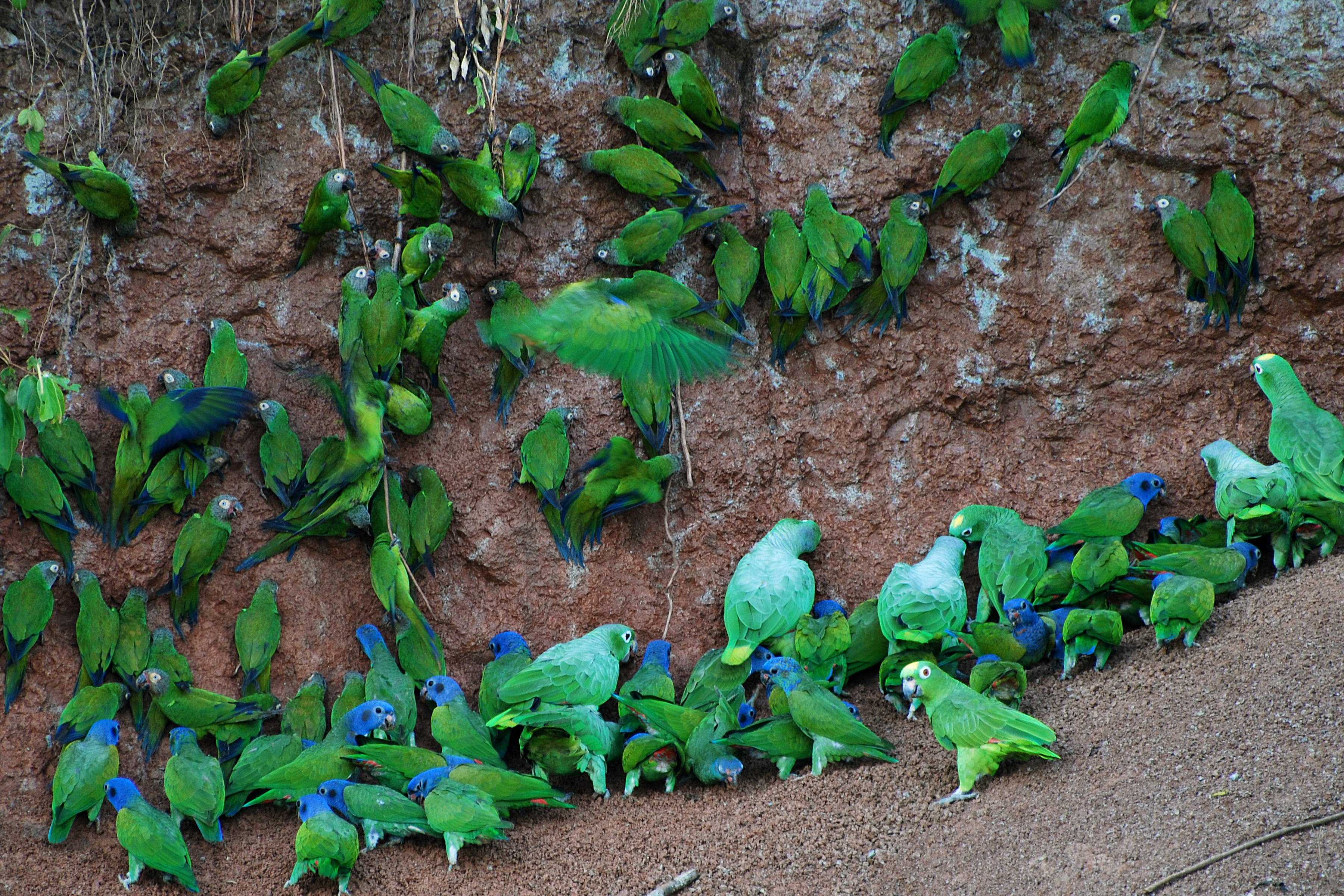